# جائزة الاتحاد العالمي للملاكمة للشباب
جائزة الاتحاد العالمي للملاكمة للشباب والتي تأسست في عام 1989 من قبل الاتحاد العالمي للبريدج للاحتفال بالروح الرياضية للاعبي البريدج الشباب التنافسيين. كانت تسمى في الأصل جائزة شباب الاتحاد العالمي للبريدج وكانت تُمنح كل عامين لأربعة لاعبين بريدج تنافسيين تحت سن 26 عامًا. من عام 1995 إلى عام 2006، تزامن ذلك مع معسكر الناشئين العالمي. تم إيقافها في عام 2007 في نفس وقت إيقاف المعسكرات ولكن أعيدت في عام 2013 في شكل جديد، حيث تُمنح سنويًا في بطولة فرق البريدج للشباب للاعب ناشئ وشاب وفتاة، وبدءًا من عام 2015، طفل. بعد وفاة جوان جيرارد، تمت إعادة تسميتها تخليدًا لذكراها.

## روابط خارجية
- جوائز الاتحاد العالمي للملاكمة للشباب